# Enon

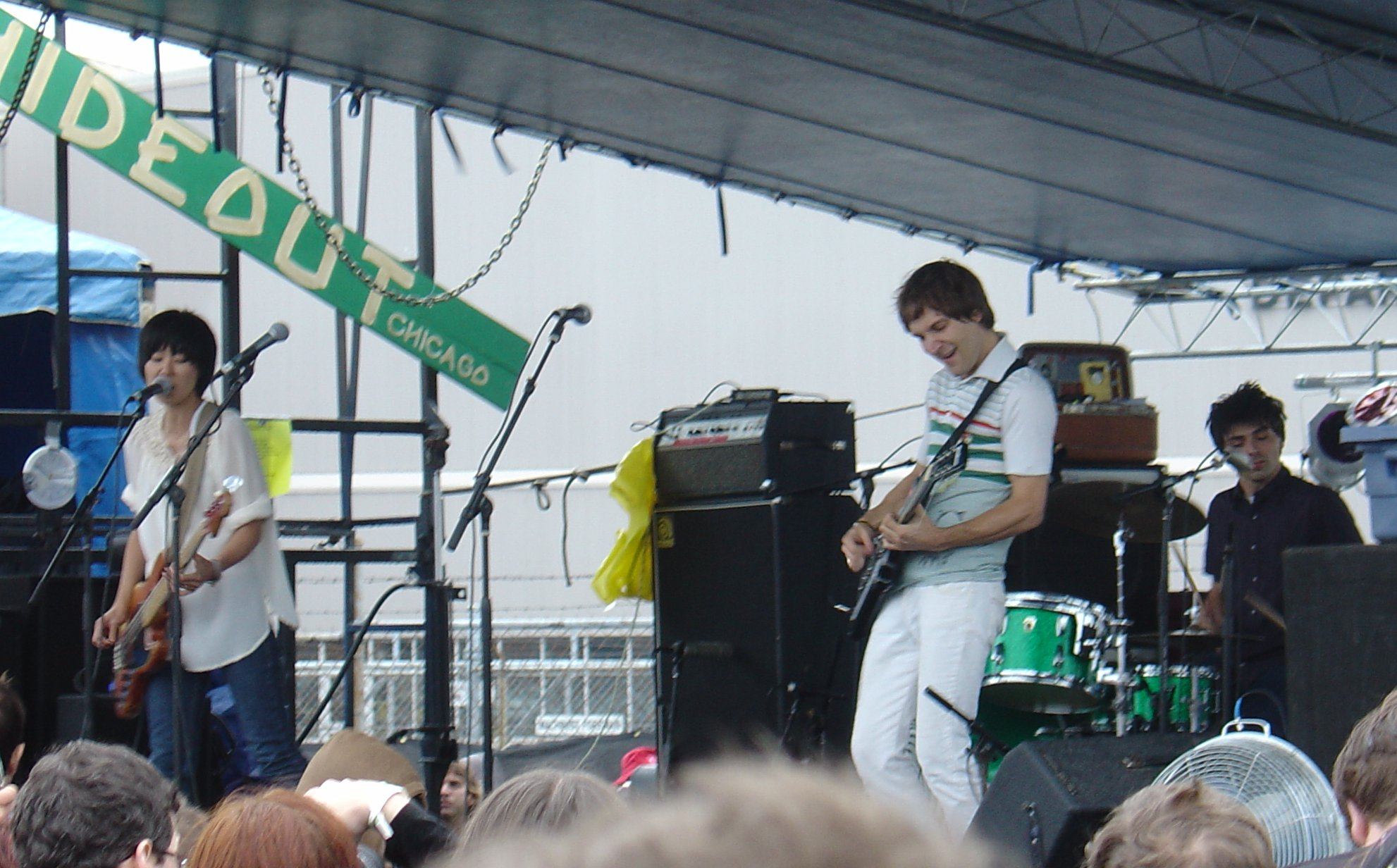
Enon live, Hideout Block Party, Chicago 2006

Enon ist eine US-amerikanische Indie-Band aus New York City, gegründet 1999.

## Geschichte
Nach dem Ende der Brainiac und dem Tod des Sängers Timmy Taylor gründete John Schmersal zusammen mit zwei anderen Musikern, Rick Lee und Steve Calhoon, die Gruppe Enon.
Calhoon verließ Enon. Toko Yasuda (zuvor bei Blonde Redhead, The Van Pelt, The Lapse) und Matt Schulz übernahmen Calhoons Part in der Band. Rick Lee verließ Enon 2005. Auch Matt Schultz verließ Enon 2008 und stieg bei Holy Fuck ein.

## Diskografie

### Alben
- 1998: Long Play
- 1999: Believo!
- 2002: High Society
- 2003: Hocus Pocus
- 2004: Onhold
- 2005: Lost Marbles and Exploded Evidence
- 2007: Grass Geysers...Carbon Clouds

### Singles
- 1998: Fly South
- 1999: Motor Cross
- 2001: Listen (While You Talk)
- 2001: Marbles Explode
- 2001: The Nightmare of Atomic Men
- 2002: Enon [Self-Titled]
- 2002: Drowning Appointment
- 2003: In This City
- 2003: Evidence
- 2003: Because of You
- 2003: Starcastic

## Video
- 2001: Come Into
- 2001: Cruel
- 2002: Window Display
- 2002: Carbonation
- 2002: Pleasure and Privilege
- 2003: In This City
- 2004: Murder Sounds
- 2004: Daughter in the House of Fools
- 2004: Mikazuki